# Rai Fiction
La Rai Fiction est une société de production italienne, fondée en 1997. Elle est détenue et exploitée par Radiotelevisione Italiana (RAI), la société de radiodiffusion nationale italienne.

## Description
La société Rai Fiction produit du contenu pour les chaînes de la RAI : des dessins animés, des sitcoms et d'autres programmes.
La société travaille également en association avec des studios de production et des chaînes de télévision étrangers, ainsi que d'autres sociétés de production en Italie,.

## Programmes
- Capri (2006-2010) ;
- C'era un jour la città dei matti ... (2010) ;
- Clic &amp; Kat (2004)[3] ;
- Dracula (2002) ;
- L'homme invisible (2011) ;
- Blanche (2006) ;
- Battaglia La Buona - Don Pietro Pappagallo (2006) ;
- L'ispettore Coliandro (2006-2010) ;
- Martin Mystery (2003-2006) ;
- Milo (2003)[4] ;
- Il Mondo di Stefi (2008) ;
- Allergie au monstre (2005-2009) ;
- Perlasca, un Eroe Italiano (2002) ;
- Ondulations (2007-2009) ;
- La famille des spaghettis (2003) ;
- Journées ados ;
- Tommy et Oscar (1999) ;
- Les Davincibles (2011-) ;
- Un medico in famiglia (1998-) ;
- Un posto al sole d'estate ;
- Usahana (2008-) ;
- Winx Club (2004-2015 ; via Rai Ragazzi, 2019) ;
- Pop Pixie (2010-2011) ;
- Winx Club : La magie est de retour (via Rai Kids, 2025-) ;
- Teen Days, Futures Stars (2010) ;
- Huntik : À la recherche des Titans (2009-2012) ;
- Gawayn (2008-2012) ;
- Geronimo Stilton (2009-) ;
- Les monstres de Matt (2008) ;
- Rahan (2009-2010) ;
- New Davincibles (En production 2015) ;
- Team Galaxy (2006-2007) ;
- Spike Team (2010-) ;
- Regal Academy : L'Académie royale (2016-) ;
- Paf, le chien (2017-) ;
- Série animée Leonardo 3d (2018-) ;
- Foot 2 rue (2005).

## Les partenariats
- Rainbow S.p.A. ;
- ZDF ;
- Futurikon ;
- Animabit ;
- Disney Channel ;
- MoonScoop ;
- SMEC ;
- Écran 21 ;
- M6 ;
- Eurocartoons ;
- Warner Bros.